# 巴枯宁主义

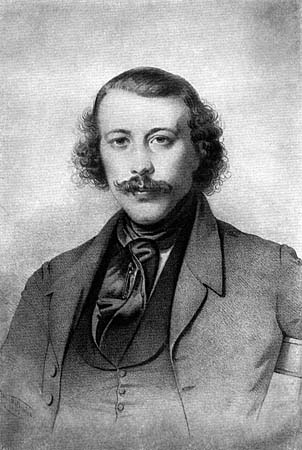
米哈伊尔·巴枯宁

巴枯宁主义（俄语：Бакунизм）是1860年代—1870年代欧洲工人运动中出现的一种无政府主义和社会主义思潮，因其代表人物米哈伊尔·巴枯宁而得名。巴枯宁主义是圣西门主义、个人无政府主义和蒲鲁东主义结合的产物。巴枯宁主义认为，国家是万恶的根源，是对自由和平等的压制和侵犯。正是国家的存在，导致了私有制、剥削和统治。因此，巴枯宁主义主张废除国家，建立一个实现“一切阶级在政治、经济和社会方面完全平等”和“个人绝对自由”的无政府社会。巴枯宁主义还认为，财产继承权是私有制和社会不平等的根基，废除继承权将使私有制和社会不平等随之消亡，因此主张以废除财产继承权作为“社会革命的起点”。为了迅速消灭国家并建立无政府社会，巴枯宁主义主张“完全放弃一切政治”，反对任何权威和政治运动，依靠少数人的密谋，发动以流氓无产者和破产农民为主力的“全民暴动”，以摧毁国家。